# Santiuste de Pedraza
Santiuste de Pedraza – gmina w Hiszpanii, w prowincji Segowia, w Kastylii i León, o powierzchni 29,14 km². W 2011 roku gmina liczyła 122 mieszkańców.